# Pierre Nicolas

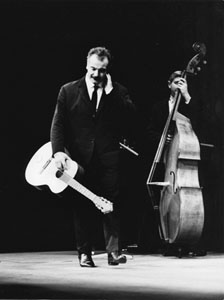
Georges Brassens y Pierre Nicolas en 1964.

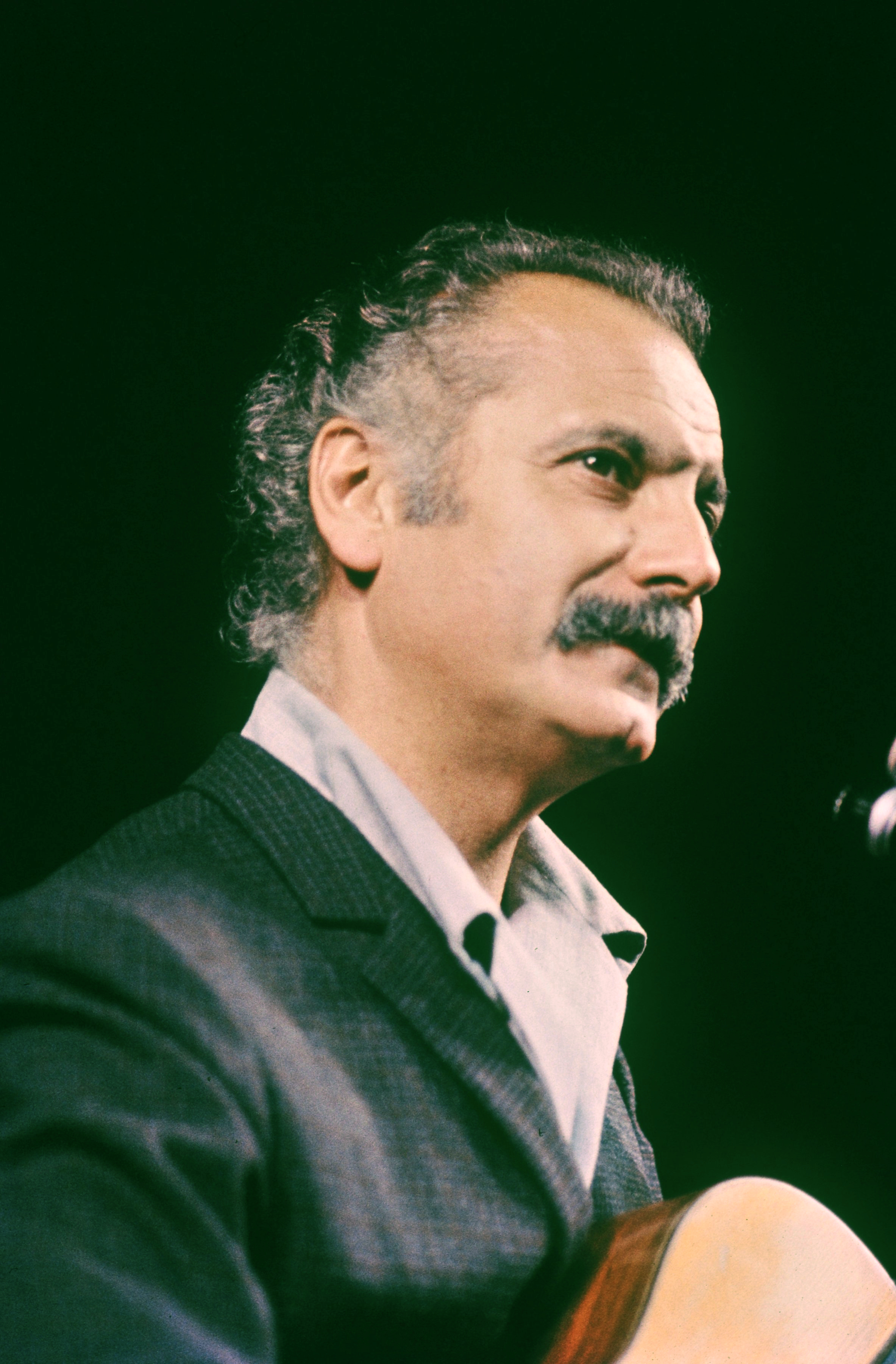
Georges Brassens, en 1966.

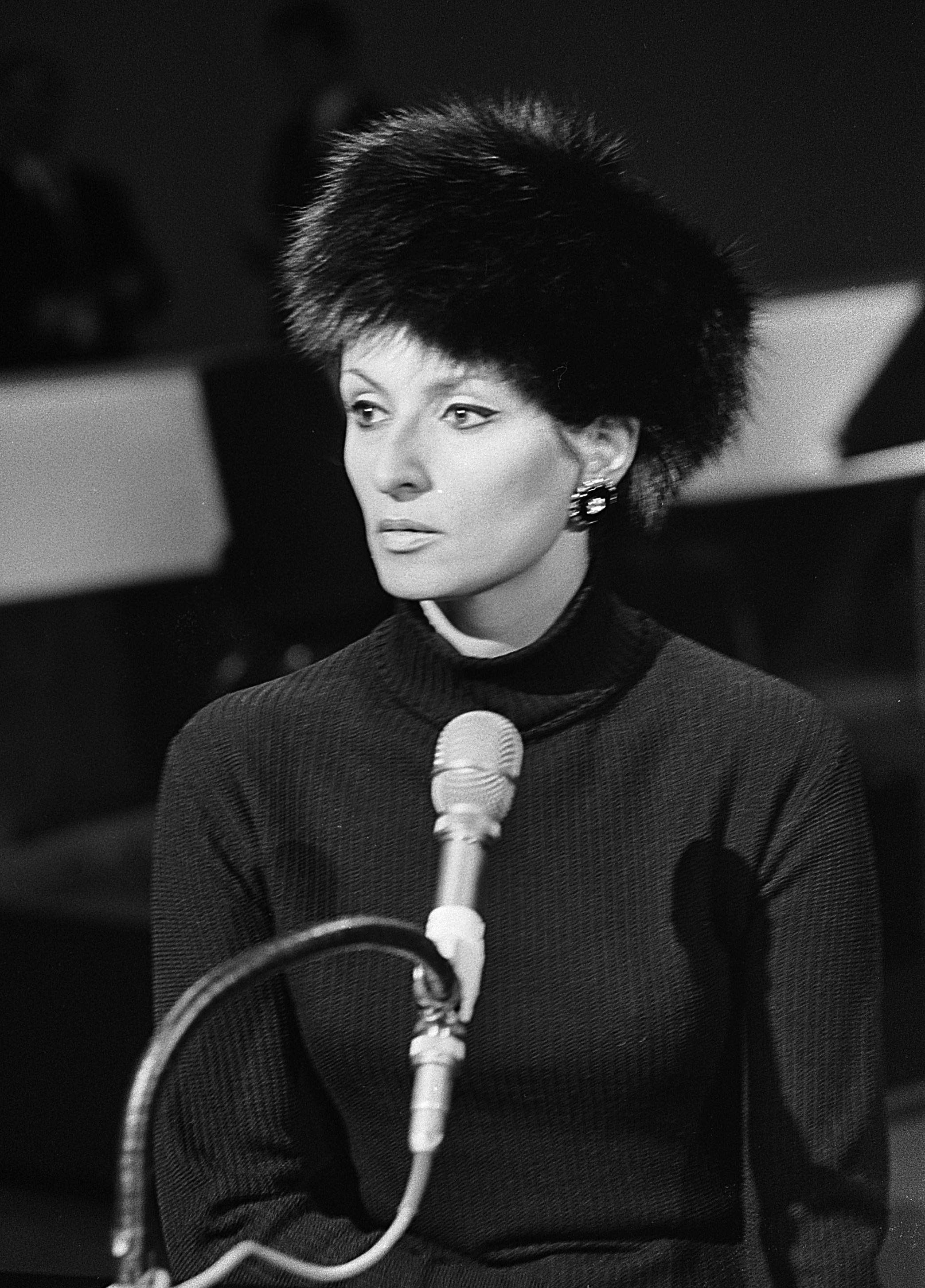
Barbara en 1968.

Pierre Nicolas (11 de septiembre de 1921 - 21 de enero de 1990, fue un músico francés,  que acompañó al contrabajo a Georges Brassens durante casi treinta años. 

## Biografía
Pierre Nicolas nació en París en el Impasse Florimont (callejuela Florimont) y vivió allí hasta los nueve años de edad.
Antes de llegar a ser un virtuoso del contrabajo, fue funcionario. También tocaba el violín y el bajo eléctrico, aunque no como profesional. Del mismo modo que Brassens también se acompañaba ocasionalmente al piano
cuando actuaba para sus amigos.
Pierre Nicolas y Georges Brassens se conocieron en 1952, en el cabaret Patachou, en el barrio parisino de Montmartre. Pierre tocaba en la orquesta de Léo Clarens, que acompañaba a Patachou. Cuando, visiblemente muy nervioso, Brassens comenzó a cantar, Pierre Nicolas subió espontáneamente al escenario para acompañarlo con su contrabajo. Así comenzó una larga amistad y una continuada colaboración artística. Pierre Nicolas acompañaba siempre a Brassens, tanto en los cabarets, teatros y programas de radio , como en los estudios discográficos y en los programas televisivos.
Cuando no acompañaba a Brassens en sus giras y conciertos, Nicolas acompañaba a Barbara en el escenario del teatro Bobino y en muchos de sus discos.
Nicolas tocaba el contrbajo, no sólo con Brassens y acompañando a Barbara, sino también -siempre u ocasionalmente- con  Jacques Brel, Charles Trenet, Francis Lemarque, Antoine Candelas, Serge Kerval y otros muchos.
Después de la muerte de Georges Brassens en 1981, Pierre Nicolas tenía la intención de escribir un libro sobre sus casi 30 años con él, el título sería:`Brassens vu de dos (Brassens visto de espaldas); pero murió, en enero de 1990, antes de llegar a realizar su proyecto.